# Peter Ambrose
Peter Ambrose (10 giugno 2002) è un calciatore nigeriano, attaccante dell'Aberdeen.

## Carriera
Cresciuto nel Balıkesirspor, il 6 gennaio 2022 firma il primo contratto professionistico con il club turco, valido fino al 2023. Svincolatosi al termine della stagione, il 3 novembre viene tesserato dall'Újpest, con cui si lega con un quadriennale.

## Statistiche

### Presenze e reti nei club
Statistiche aggiornate al 17 maggio 2025.
| Stagione        | Squadra         | Campionato      | Campionato | Campionato | Coppe nazionali | Coppe nazionali | Coppe nazionali | Coppe continentali | Coppe continentali | Coppe continentali | Altre coppe | Altre coppe | Altre coppe | Totale | Totale |
| Stagione        | Squadra         | Comp            | Pres       | Reti       | Comp            | Pres            | Reti            | Comp               | Pres               | Reti               | Comp        | Pres        | Reti        | Pres   | Reti   |
| --------------- | --------------- | --------------- | ---------- | ---------- | --------------- | --------------- | --------------- | ------------------ | ------------------ | ------------------ | ----------- | ----------- | ----------- | ------ | ------ |
| gen.-giu. 2022  | Balıkesirspor   | 1.Lig           | 12         | 1          | TK              | -               | -               | -                  | -                  | -                  | -           | -           | -           | 12     | 1      |
| 2022-2023       | Újpest          | NBI             | 14         | 1          | MK              | 0               | 0               | -                  | -                  | -                  | -           | -           | -           | 14     | 1      |
| 2023-2024       | Újpest          | NBI             | 31         | 9          | MK              | 3               | 1               | -                  | -                  | -                  | -           | -           | -           | 34     | 10     |
| Totale Újpest   | Totale Újpest   | Totale Újpest   | 45         | 10         |                 | 3               | 1               |                    | -                  | -                  |             | -           | -           | 48     | 11     |
| 2024-2025       | Aberdeen        | SP              | 15         | 1          | CS+CdL          | 2+6             | 0+1             | -                  | -                  | -                  | -           | -           | -           | 23     | 2      |
| Totale carriera | Totale carriera | Totale carriera | 72         | 12         |                 | 11              | 2               |                    | -                  | -                  |             | -           | -           | 83     | 14     |

## Palmarès

### Club

#### Competizioni nazionali
- Coppa di Scozia: 1

Aberdeen: 2024-2025